# アゴン (テレビドラマ)
『アゴン』（AGON）は、1968年1月2日 - 1月5日にフジテレビ系で放送された日本電波映画製作の特撮ドラマ、および劇中に登場した怪獣の名前。全4話。
ソフト販売時のタイトルは『幻の怪獣 アゴン』および『幻の大怪獣アゴン』。

## 概要
1964年2月に製作され、同年秋に放送される予定だったが、スポンサーがなかなか見つからなかったため、お蔵入りになっていた。1968年にようやく放送される。当初は26話を予定していたが、制作4話で打ち切りとなった。
アゴンの名は「アトミック・ドラゴン」に由来する。

## 放送時間
- 火曜 - 金曜8:15 - 8:45（JST）[1]
  - 『ママとあそぼう!ピンポンパン』（当時8:15 - 9:00）は休止。なお空いた8:45 - 9:00枠には、海外アニメ再放送枠『マンガ大行進』を編成した[1]。

## ストーリー
茨城県東海村で深夜、ウランを輸送していたトラックが何者かに襲われる事件が起きた。取材に訪れた毎朝新聞の須本五郎と調査していた大和刑事、右京博士の目の前に突如巨大な恐竜型の怪獣が現れる。

## スタッフ
- 制作：松本常保
- 監修：関沢新一
- 脚本：関沢新一、内田弘三
- 監督：峯徳夫、大橋史典
- 特技監督：大橋史典
- 撮影：河原崎隆夫
- 照明：松本久男
- 録音：竹川昌夫
- 音楽：斉藤超
- 美術：鳥居塚誠一
- 特撮：影山晴紀
- 制作：日本電波映画株式会社（日本電映）

## 出演者
- 須本五郎（新聞記者）：広田進司
- 大和刑事：松本朝夫
- 右京博士（原子力センター科学者）：志摩靖彦
- 静川さつき（原子力センター所員）：沢明美
- 松造（漁師）：入江慎也
- 紋太（松造の息子）：小林芳宏
- 黒田（麻薬の売人）：福山象三
- 鉄（黒田の子分）：野崎善彦
- アゴン：東悦次
- みなもと太郎 - 漫画家になる前、名もなき研究所員役としてアルバイトで出演していたが、出演シーンはすべてカットされている[5]。

## 放映リスト
| 回 | 放送日 （1968年） | サブタイトル    | 脚本     | 監督     |
| -- | ----------------- | --------------- | -------- | -------- |
| 1  | 1月2日            | アゴン出現 前編 | 関沢新一 | 峯徳夫   |
| 2  | 1月3日            | アゴン出現 后編 | 関沢新一 | 峯徳夫   |
| 3  | 1月4日            | 風前の灯 前篇   | 内田弘三 | 大橋史典 |
| 4  | 1月5日            | 風前の灯 后篇   | 内田弘三 | 大橋史典 |

## ビデオソフト
- 1980年代に東宝ファミリークラブから『幻の怪獣 アゴン』のタイトルでVHSとβで発売。
- 1993年に『幻の大怪獣アゴン』にタイトルが改められ、東宝ビデオよりVHSを再発売。
- 2005年6月8日にキングレコードよりDVDが発売[4]。
- 2017年にベストフィールドよりBlu-rayが発売[3]。